# Un silenzio particolare
Un silenzio particolare è un documentario del 2004, diretto da Stefano Rulli. 
L'opera, che ha vinto il David di Donatello come miglior documentario, segue una giornata-tipo della coppia (romana trapiantata in Umbria) Rulli e Sereni, sceneggiatore e scrittrice-politica, alle prese con la disabilità psichica del loro figlio ventenne Matteo.

## Riconoscimenti
- 2005 – David di Donatello
  - miglior documentario